# Pseudotrochalus praecellens
Pseudotrochalus praecellens är en skalbaggsart som beskrevs av Moser 1916. Pseudotrochalus praecellens ingår i släktet Pseudotrochalus och familjen Melolonthidae. Inga underarter finns listade i Catalogue of Life.